# Victim of Changes
«Victim of Changes» es una canción de la banda británica de heavy metal Judas Priest, incluida como pista número uno en el disco Sad Wings of Destiny de 1976. Originalmente nació de la combinación de dos canciones del grupo; «Whiskey Woman» escrita por el primer vocalista Al Atkins y «Red Light Lady» escrita por Rob Halford y que fueron mezcladas con arreglos de los guitarristas K.K. Downing y Glenn Tipton.
Al momento de mezclar los dos temas mantuvieron las letras original de «Whiskey Woman», por ello sus líricas tratan de que la relación está en problemas debido al alcoholismo de la mujer.

## Críticas
Luego de su publicación ha recibido constantes elogios por parte de la prensa especializada, como es el caso de Adrien Begrand que en su crítica mencionó «...la canción sin duda cambió el curso de la historia del metal». Otros como Bob Gendron han destacado los riff de guitarra nombrándolo como «...uno de los más influyentes del metal de los setenta». Mientras que el sitio Allmusic ha mencionado «...ha sido bendecida con un riff principal imborrable y con una voz de estrella de Halford». Por otro lado el escritor Martin Popoff la situó en el puesto diecisiete en su libro Las 500 canciones de heavy metal de todos los tiempos.

## Versiones
Desde un principio siempre ha estado constantemente en las giras del grupo inglés, de las cuales se ha grabado en vivo y lanzado posteriormente en algunos álbumes en directo como Unleashed in the East, '98 Live Meltdown y Live in London. A su vez ha sido versionado por otros artistas como por ejemplo Forbidden, Gamma Ray, Mushroomhead e incluso el mismo Al Atkins la grabó para su disco Victim of Changes de 1998.